# Will Oyowe
Will Oyowe (ur. 28 października 1987) – belgijski lekkoatleta specjalizujący się w biegu na 400 metrów.
W 2013 wszedł w skład belgijskiej sztafety 4 × 400 metrów, która zajęła 5. miejsce na mistrzostwach świata oraz zdobyła srebro igrzysk frankofońskich. Medalista mistrzostw Belgii.
Rekord życiowy: 45,88 (21 lipca 2013, Bruksela).

## Osiągnięcia
| Rok  | Impreza                | Miejsce | Konkurencja             | Lokata     | Wynik   |
| ---- | ---------------------- | ------- | ----------------------- | ---------- | ------- |
| 2013 | Mistrzostwa świata     | Moskwa  | sztafeta 4 × 400 metrów | 5. miejsce | 3:01,02 |
| 2013 | Igrzyska frankofońskie | Nicea   | bieg na 400 metrów      | 8. miejsce | 50,51   |
| 2013 | Igrzyska frankofońskie | Nicea   | sztafeta 4 × 400 metrów | 2. miejsce | 3:06,24 |